# Porto Rico ai Giochi della XXVIII Olimpiade
Porto Rico partecipò ai Giochi della XXVIII Olimpiade, svoltisi ad Atene, Grecia, dal 13 al 29 agosto 2004, con una delegazione di 43 atleti impegnati in quindici discipline.

## Risultati

### Pallacanestro
- Uomini

| Atleta | Classifica |
| --- | ---------- |
| V · D · M Nazionale portoricana - Pallacanestro ai Giochi della XXVIII Olimpiade - Torneo maschile 4 Ortiz · 5 Casiano · 6 Hatton · 7 Arroyo · 8 Apodaca · 9 Dalmau · 10 Ayuso · 11 Ramos · 12 Hourruitiner · 13 Fajardo · 14 Rivera · 15 Santiago · All. Julio Toro | 6°         |
| Nazionale portoricana - Pallacanestro ai Giochi della XXVIII Olimpiade - Torneo maschile |            |
| 4 Ortiz · 5 Casiano · 6 Hatton · 7 Arroyo · 8 Apodaca · 9 Dalmau · 10 Ayuso · 11 Ramos · 12 Hourruitiner · 13 Fajardo · 14 Rivera · 15 Santiago · All. Julio Toro |            |